# Cultura de Estambul

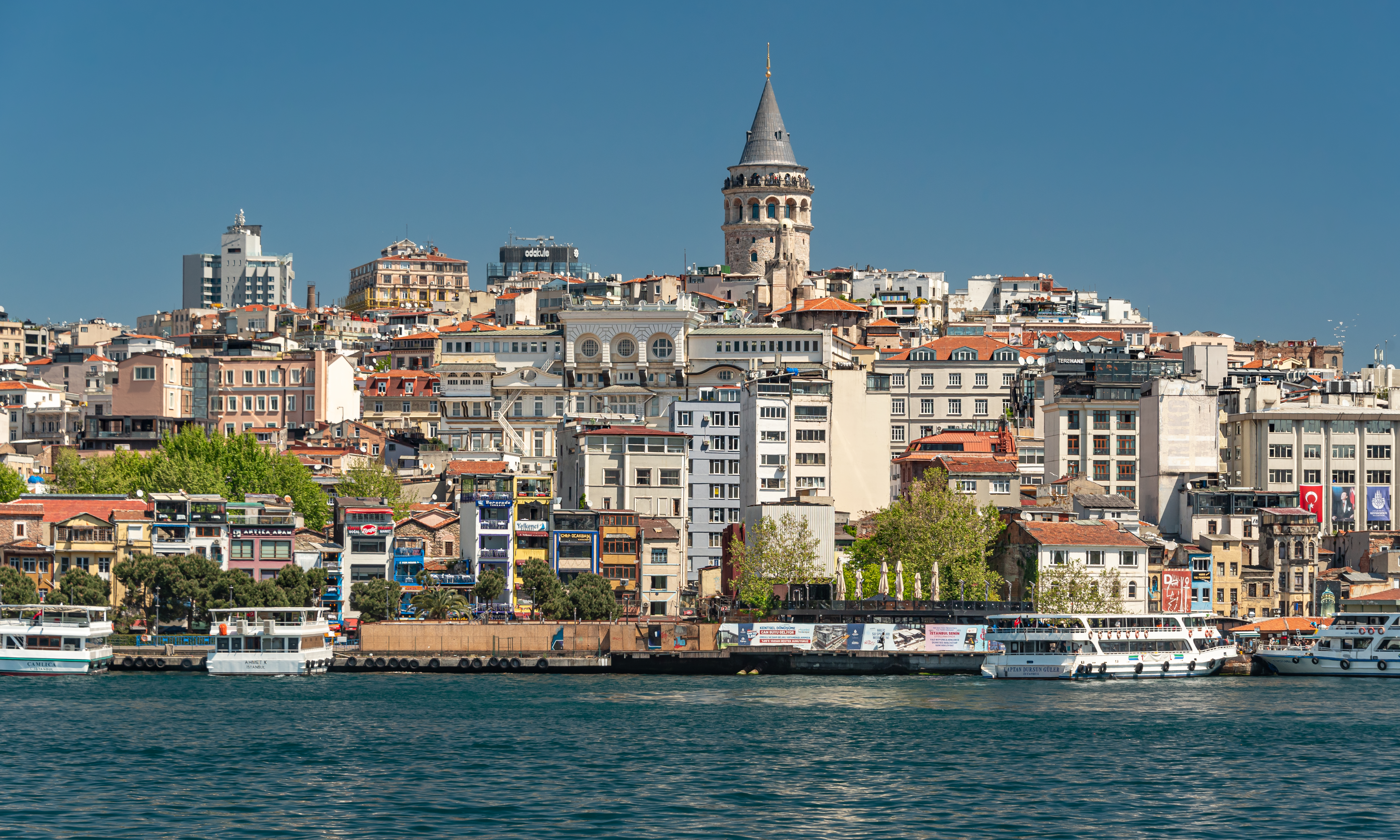
Vista de Estambul.

La cultura de Estambul tiene su base en la ciudad que ha sido la capital de los imperios bizantino y otomano. Sin embargo, cuando la República Turca desvió su atención de Estambul hacia Ankara, la escena cultural de la ciudad a mediados del siglo XX se mantuvo relativamente estancada, ya que tuvo un éxito limitado a nivel internacional e incluso nacional. El gobierno de la nueva república estableció programas que sirvieron para engendrar a los turcos las tradiciones musicales, especialmente aquellas que se originaron en Europa, pero las instituciones musicales y las visitas de artistas clásicos extranjeros se centraron principalmente en la nueva capital. Aunque gran parte de la cultura de Turquía tenía sus raíces en Estambul, no fue hasta los años 80 y 90 que Estambul resurgió globalmente como una ciudad cuya importancia cultural no se basa únicamente en su gloria pasada.

## Bellas artes

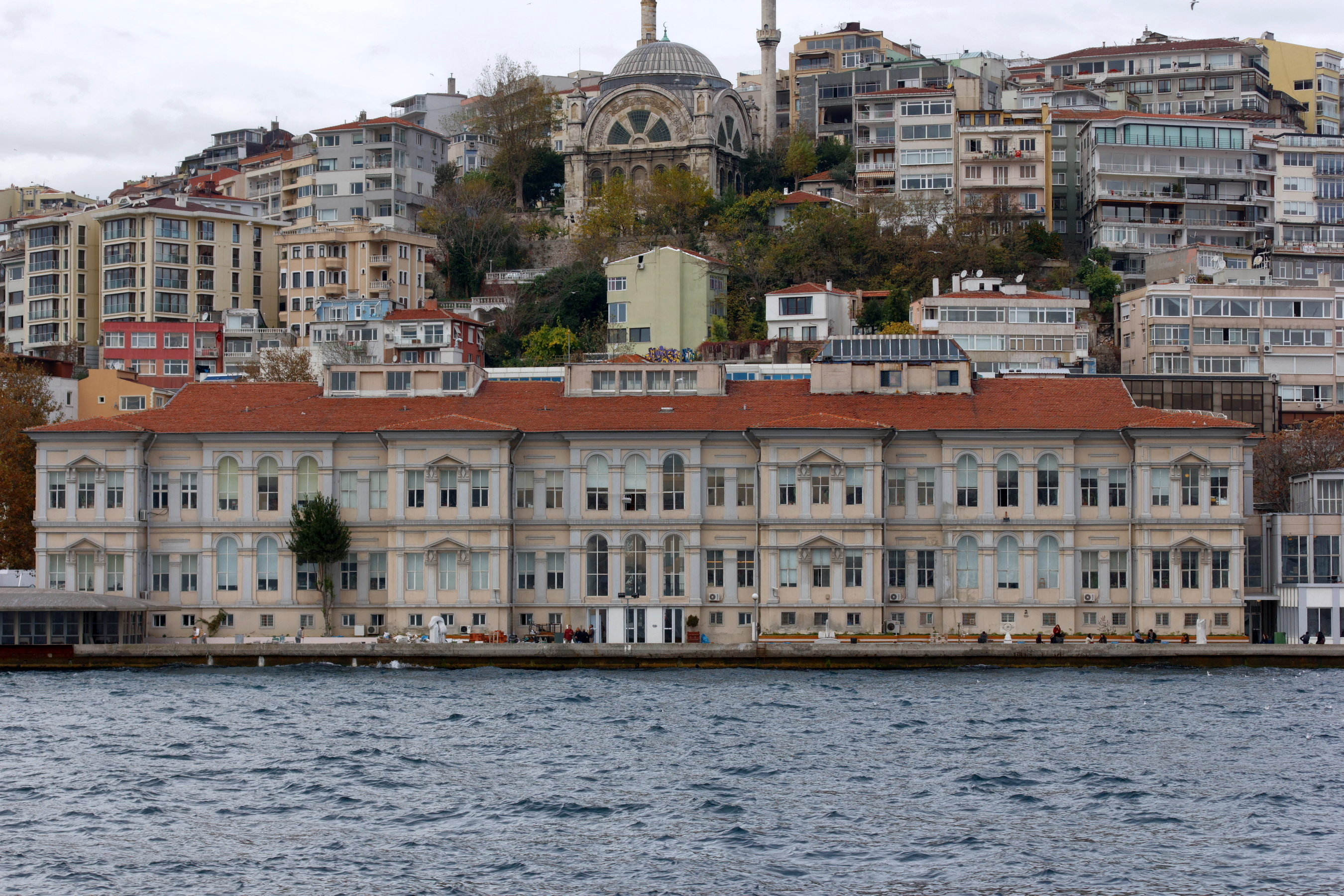
Universidad de Bellas Artes Mimar Sinan, en el Bósforo.

Las formas de arte visual tradicional en Estambul se remontan a la época otomana, cuando los pintores europeos y otomanos comenzaron a representar el paisaje de la ciudad en su trabajo. A fines del siglo XIX, Estambul se había establecido como un centro artístico regional, con artistas turcos, europeos y del Medio Oriente que acudían a la ciudad. A pesar de los esfuerzos por hacer del corazón cultural de Turquía a Ankara, la Academia de Bellas Artes de Estambul (ahora la Universidad de Bellas Artes Mimar Sinan) siguió siendo la principal  institución de arte del país hasta la década de 1970. Desde entonces, Estambul ha resurgido como el centro artístico del país, ya que los artistas que antes vivían en Ankara se mudaron, aprovechando las universidades y revistas de arte fundadas durante los años ochenta. Se comenzó a considerar que el arte en Estambul tiene un papel analítico, en lugar de ser una cultura elitista que únicamente se preocupa por la estética.  Los artistas turcos continúan representando temas orientalistas para una audiencia internacional, pero el arte en la ciudad ahora también aborda temas políticos turcos o simplemente se parece al arte contemporáneo occidental. El barrio de Beyoğlu se ha transformado en el centro artístico de la ciudad, donde jóvenes artistas y antiguos artistas turcos que anteriormente residían en el extranjero se encontraban allí. Espacios de exposición, casas de subastas y museos de arte moderno, incluyendo Museo de Arte Moderno de Estambul, ha contribuido todavía más a la naturaleza cosmopolita del distrito fue inaugurado en el 2004.

### Museos

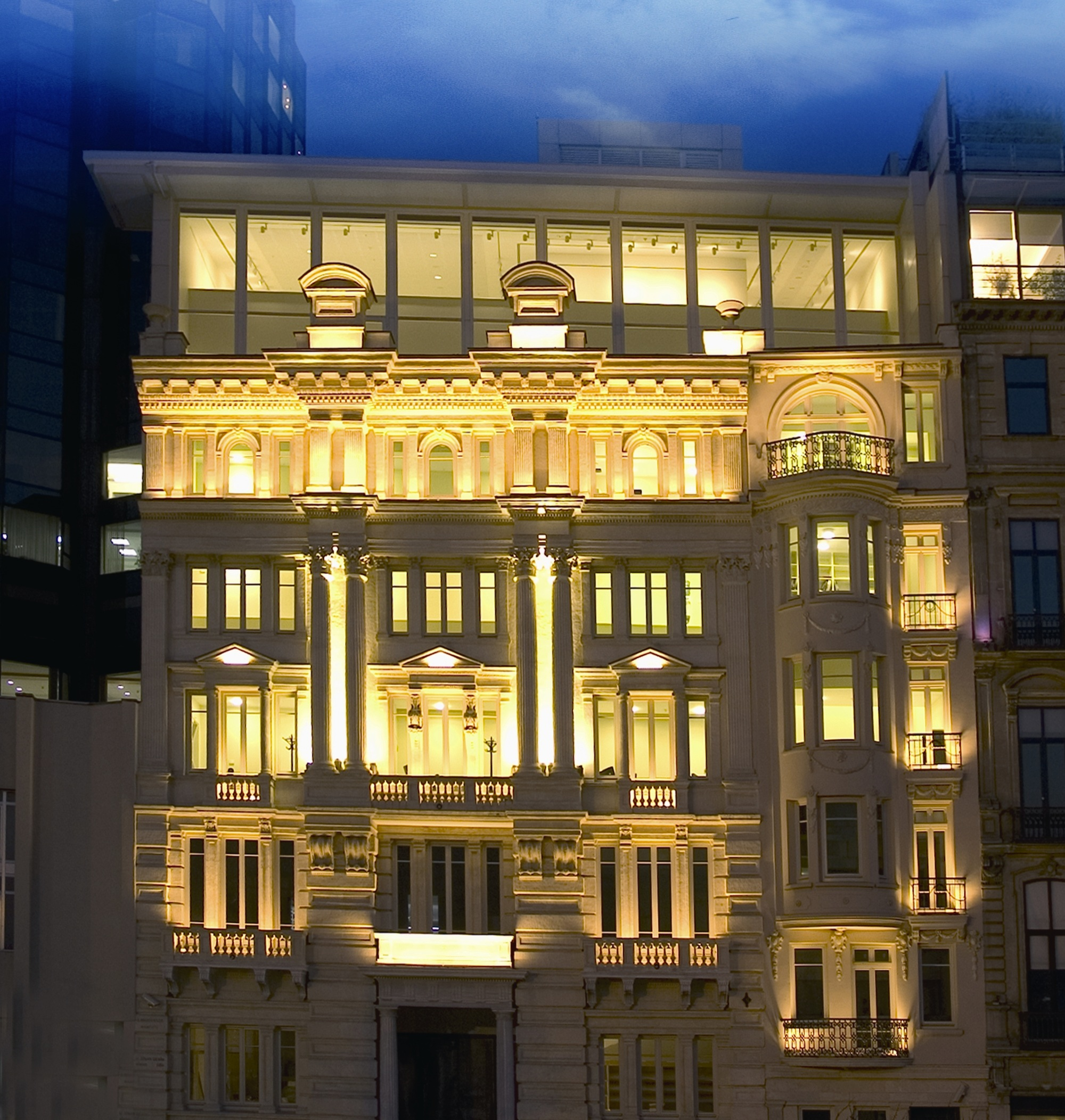
El Museo Pera es uno de los varios museos de arte contemporáneo que se inauguraron durante la década del principio del año 2000 en Beyoğlu, el corazón artístico y cultural de Estambul.

Todavía así, las artes contemporáneas de Estambul han luchado para despertar el interés de los visitantes. El Ministerio de Cultura y Turismo estimó que, en 2009, había 69 museos en Estambul, comparables a los setenta y seis de Londres y cincuenta y uno de Barcelona. Los más populares de la ciudad, la Santa Sofía y el Palacio de Topkapı, con la Iglesia de San Salvador de Cora un poco más lejana, son de carácter histórico, edificios despojados de sus funciones religiosas y políticas y convertidos en museos. Aunque no son tan rentables, el museo arqueológico de Estambul se encuentran entre los más importantes de Turquía, considerado como el comienzo de la era de los museos modernos en el país; fue establecido en 1891 en una estructura especialmente diseñada, consta de un conjunto de tres museos que contiene una colección de un millón de artefactos. La galería más popular de Estambul dedicada a las artes visuales es el museo de Arte Turco e Islámico, aunque sus exhibiciones también presentan obras anteriores al siglo XX. El Museo de Arte Moderno de Estambul, el Museo Pera y Santralİstanbul están entre los museos que se abrieron al norte del Cuerno de Oro durante la primera década del 2000 en un esfuerzo por llenar ese vacío pero, aunque han sido aclamados, todavía no han recibido el número de visitantes que han tenido sus predecesores la península histórica.

### Cine

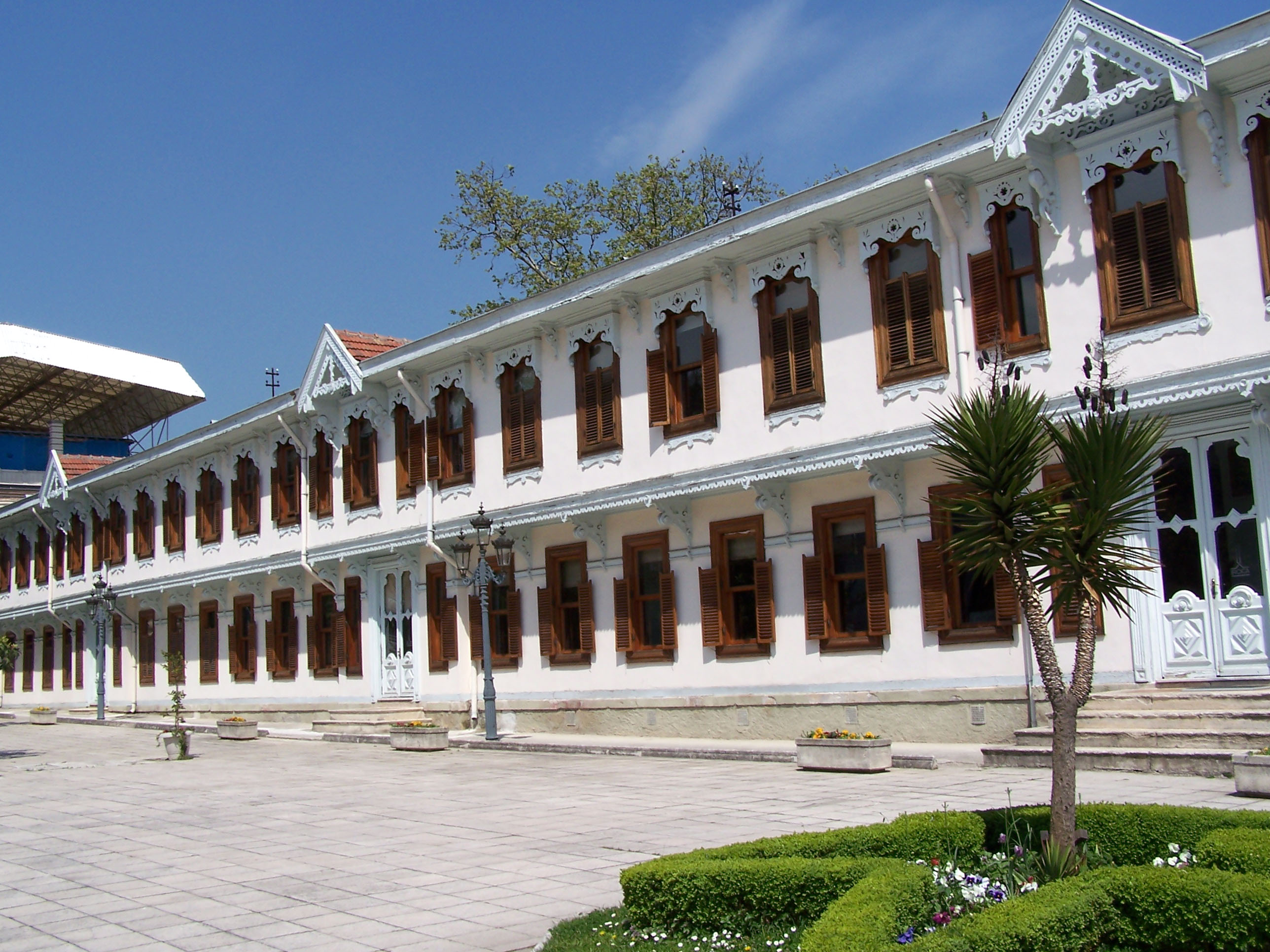
Palacio de Yıldız, fue sede de la primera proyección de películas de Turquía en 1896.

El cine tiene una larga historia en Estambul, con la primera proyección en el país en el Palacio de Yıldız en 1896, justo un año después de que la tecnología cinematográfica debutara públicamente en París. Los cines aparecieron rápidamente en Beyoğlu, con la mayor concentración de teatros a lo largo de la calle que ahora se conoce como Avenida de İstiklal. Estambul también se convirtió en el corazón de la naciente industria cinematográfica de Turquía, aunque las películas turcas no se desarrollaron constantemente hasta la década de 1950. Desde entonces, Estambul ha sido el lugar más popular para filmar dramas y comedias turcas. Mientras tanto, las salas de cine mostraban principalmente películas extranjeras de los mercados más rentables de Estados Unidos y Europa. Mientras que la industria cinematográfica turca aumentó en la segunda mitad del siglo, no fue hasta la película de 2002 Uzak, ambientada y filmada en Estambul, que las películas de la nación tuvieron un éxito internacional considerable. La ciudad y su pintoresco horizonte también han servido como telón de fondo para varias películas estadounidenses y europeas, entre ellas América, América (1963), From Russia with Love (1963), Midnight Express (1978),The World Is Not Enough(1999), The International - Dinero en la sombra (2009), y Tinker Tailor Soldier Spy (2011). Los cineastas indios también han descubierto recientemente el atractivo cinematográfico de Estambul, con Guru (2007) y Mission Istaanbul (2008) filmados aquí.

### Música y eventos culturales

Los conciertos de música clásica a veces se llevan a cabo en la antigua Iglesia de Santa Irene.

Coincidiendo con esta reaparición en la escena cultural, se establecieron numerosos festivales organizados actualmente por la Fundación para la Cultura y las Artes de Estambul. El más antiguo de ellos fue el Festival de Estambul, que comenzó a mostrar una variedad de arte (música, danza, arte visual y cine) de Turquía y de todo el mundo en 1973. De este festival emblemático surgió el Festival Internacional de Cine de Estambul y el Festival Internacional de jazz de Estambul, de principios de los ochenta. Con su enfoque ahora únicamente en la música y la danza, el Festival de Estambul se conoce como el Festival Internacional de Música de Estambul desde 1994. El más destacado de los festivales que evolucionaron del Festival de Estambul original es la Bienal de Estambul, que se celebra cada dos años desde 1987. Si bien sus primeras exposiciones tenían como objetivo mostrar el arte visual turco, desde entonces se ha abierto a artistas internacionales y ha aumentado en prestigio para convertirse en una bienal de élite, junto con la Bienal de Venecia y la Bienal de São Paulo. Los shows en vivo y los conciertos se llevan a cabo en varios lugares especialmente diseñados para la ciudad, como el Centro cultural de Atatürk, la Sala de Conciertos Cemal Reşit Rey y el Teatro al Aire Libre Cemil Topuzlu, pero los eventos culturales a veces se llevan a cabo en sitios históricos, como la Hagia Irene, la Rumeli Hisarı, el Parque Gülhane, y el patio del palacio de Topkapı.

## Ocio y entretenimiento

### Baños

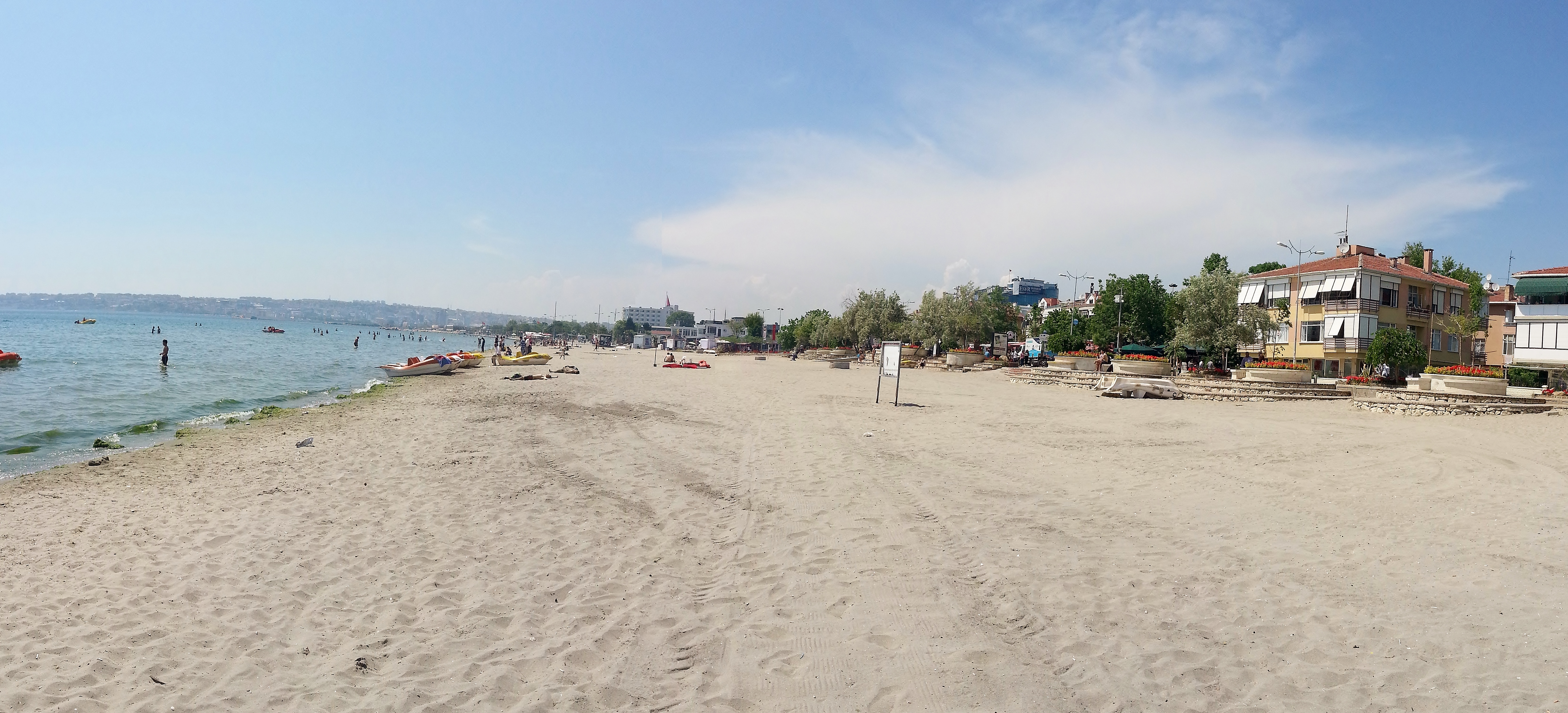
Vista panorámica de la playa de Küçükçekmece.

Los baños turcos , o hamams , eran un elemento básico de la sociedad otomana, y aunque algunos se han convertido en cafés o se en reliquias históricas no utilizadas, todavía tienen un lugar en la moderna Estambul. Popular entre los turcos y los turistas, muchos baños turcos, como el Cağaloğlu Hamam, han estado en activo continuamente por cientos de años. Para aquellos que optan por refrescarse, la ciudad ha reabierto recientemente muchas de sus playas a lo largo del Mar de Mármara y el Bósforo; Bakırköy , Küçükçekmece y Sarıyer se encuentran entre los lugares de playa más frecuentados de la ciudad en la actualidad.

### Parques

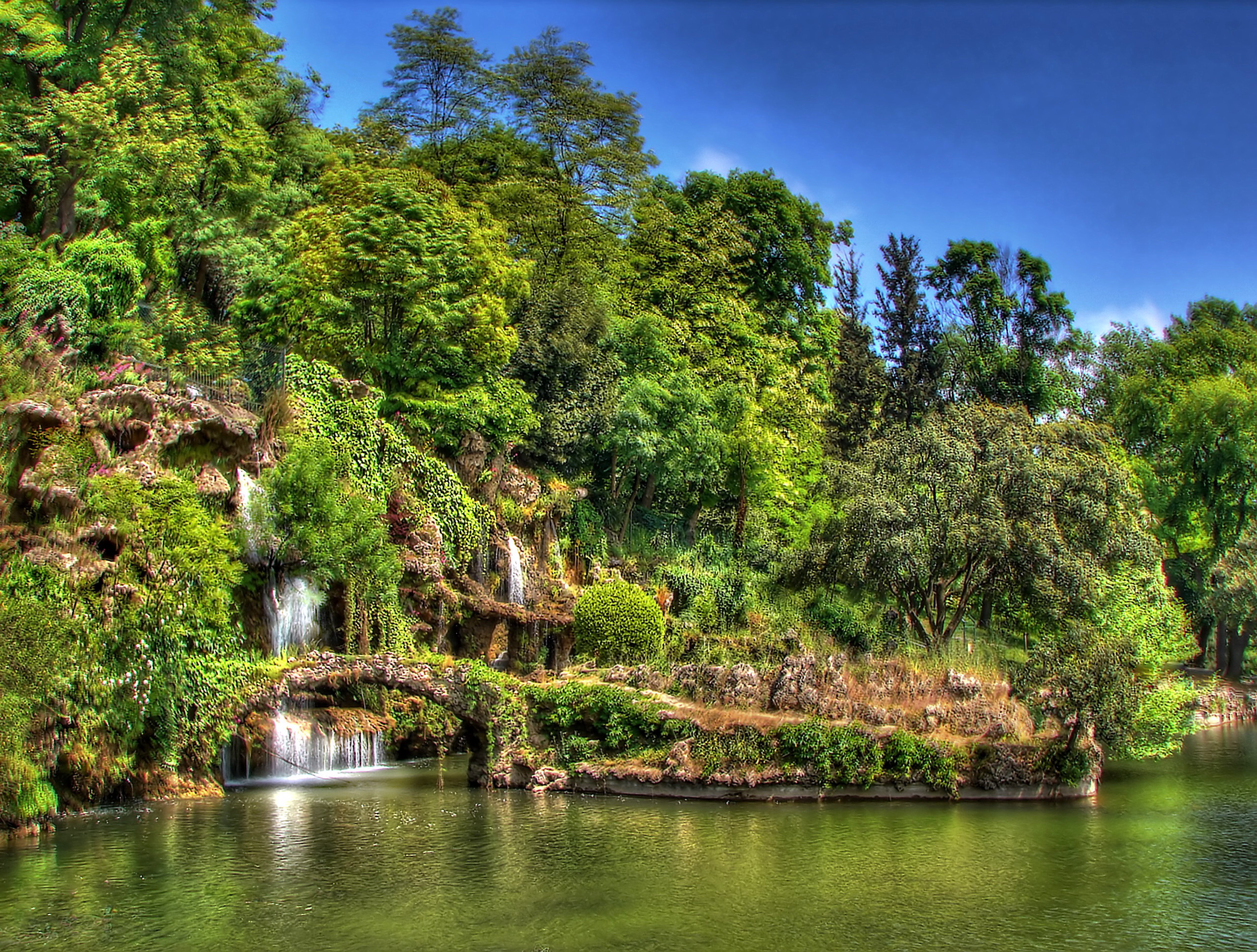
El Parque Emirgan.

Estambul no tiene un parque urbano primario, a diferencia de otras grandes ciudades, pero tiene áreas verdes en diferentes partes de la ciudad. El Parque Gülhane y el Parque de Yıldız se incluyeron originalmente en los terrenos de dos de los palacios de Estambul, el Palacio de Topkapı y el Palacio de Yıldız, pero fueron reutilizados como parques públicos en las primeras décadas de la República turca. Al otro lado del Palacio de Yıldız, adyacente al Puente del Bósforo, Fethi Paşa Korusu se encuentra en una colina en el lado de Anatolia del Bósforo. A lo largo del lado europeo del Bósforo, y más cerca del Puente de Fatih Sultan Mehmet, se encuentra el Parque Emirgan; originalmente una finca privada perteneciente a los líderes otomanos, el parque de 47 hectáreas es conocido por su diversidad de plantas y un festival anual de tulipanes que se celebra desde 2005. Popular durante el verano entre los habitantes de Estambul que escapan de la ciudad es el Bosque de Belgrado, expandiéndose a través de un área extensa de 5,500 hectáreas en el extremo norte de la ciudad. Originalmente, el bosque suministraba agua a la ciudad, todavía se pueden observar los remanentes de los embalses utilizados durante los tiempos bizantinos y otomanos.

### Centros comerciales

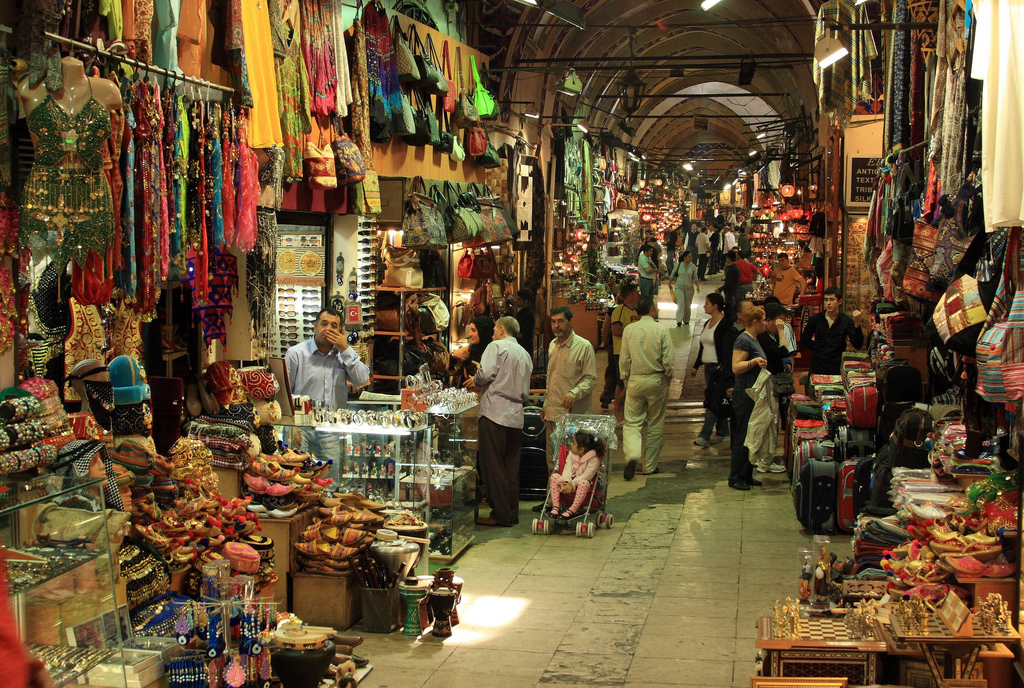
El Gran Bazar es uno de los mercados cubiertos más grandes del mundo.

Estambul tiene numerosos centros comerciales, desde el más tradicional e histórico hasta el más moderno. El Gran Bazar se encuentra entre los mercados cubiertos más antiguos y más grandes del mundo, habiendo estado en funcionamiento desde 1461. el Bazar de las Especias, que ha sido el principal mercado de especias de Estambul desde 1660. La Galería Ataköy marcó el comienzo de la era de los modernos centros comerciales en Turquía cuando se inauguró en 1987. Desde entonces, los centros comerciales se han convertido en los principales centros comerciales fuera del centro de la península histórica de Estambul. Akmerkez fue galardonado con el título de mejor centro comercial de Europa por el Consejo Internacional de Centros Comerciales, mientras que el Centro Comercial Cevahir ha sido uno de los más grandes del continente desde su apertura en 2005. La calle Abdi İpekçi en Nişantaşı y la avenida Bağdat en el lado de Anatolia han evolucionado hasta convertirse en distritos comerciales de alta gama, mientras que la avenida İstiklal forma la columna vertebral de Beyoğlu.

### Restaurantes y vida nocturna

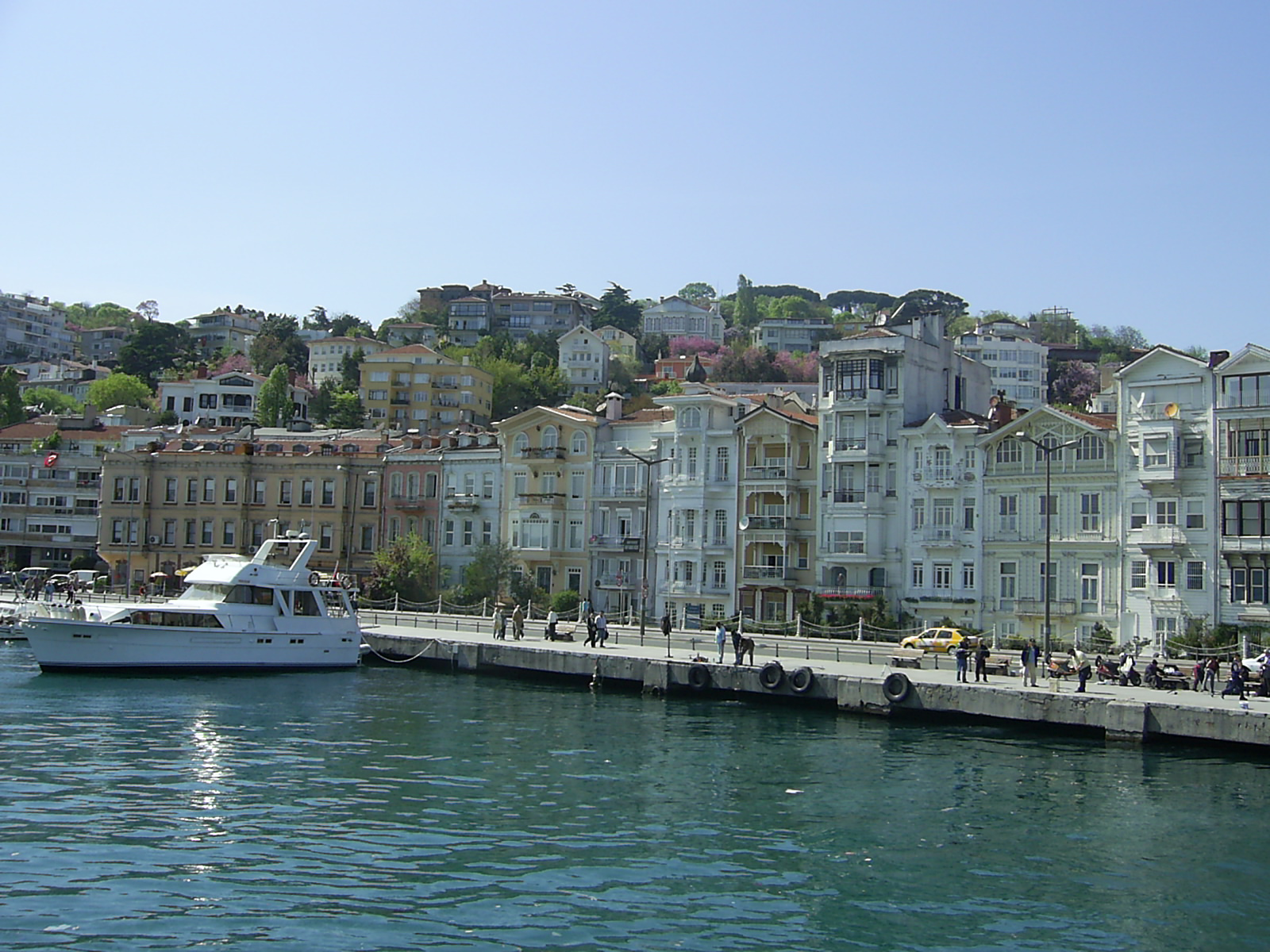
Los barrios de Arnavutköy y Sarıyer en el Bósforo son famosos por sus restaurantes de mariscos.

Aparte de la cocina típica turca como el kebab, Estambul también es famosa por sus históricos restaurantes de mariscos. Muchos de estos restaurantes más famosos y de mayor categoría de la ciudad bordean las orillas del Bósforo —en particular, los barrios de Ortaköy, Arnavutköy y Sarıyer en el lado europeo; y Beylerbeyi, Çengelköy  y Kandilli de Üsküdar en el lado asiático—, mientras que el barrio de Kumkapi  en el distrito de Fatih a lo largo del Mar de Mármara tiene una zona peatonal que alberga alrededor de cincuenta restaurantes de pescado. Las Islas Príncipe a 15 kilómetros del centro de la ciudad, también son populares por sus restaurantes de mariscos, sus históricas mansiones de verano y sus tranquilos ambientes sin automóviles, las Islas Príncipe son un destino turístico popular entre los habitantes de Estambul y los turistas extranjeros. La ciudad también tiene muchos restaurantes que ofrecen varias versiones del famoso desayuno turco «menemen». El desayuno consiste en aceitunas marinadas, miel, mantequilla, huevos, salchichas, mermeladas, pepinos, tomates, kaymak y se sirve con pan.
Los restaurantes que ofrecen cocina extranjera también prosperan en la ciudad, especialmente en el distrito de Beyoğlu. Junto a la avenida İstiklal está el Çiçek Pasajı, originalmente construido por el filántropo griego Christakis Zografos como edificio de apartamentos y centro comercial conocido como «Cité de Pera». A mediados del siglo XX, el enfoque del edificio cambió hacia la vida nocturna y el Çiçek Pasajı pasó a albergar bodegas de lujo (conocidas como meyhanes), pubs y restaurantes. Si bien el foco de la avenida İstiklal, originalmente famosa por sus tabernas, ha cambiado de dirección, alejándose de la vida nocturna hacia las tiendas, la cercana calle Nevizade conserva su reputación de estar rodeada de bodegas y bares. Algunos otros vecindarios alrededor de la avenida İstiklal se han renovado recientemente para atender la vida nocturna de Beyoğlu; Cezayir Sokağı ("Calle de Argelia") está en el centro de un área muy transformada, ya que ahora está llena de pubs, cafés y restaurantes con música en vivo.
Otros puntos focales para la vida nocturna de Estambul son los barrios de alta gama de Nişantaşı y Bebek, así como, en menor medida, Kadıköy, al otro lado del Bósforo. Las discotecas al aire libre junto al mar, populares durante el verano, bordean principalmente el lado europeo del Bósforo, entre Beyoğlu y el barrio de Ortaköy por el Puente del Bósforo.

## Deportes

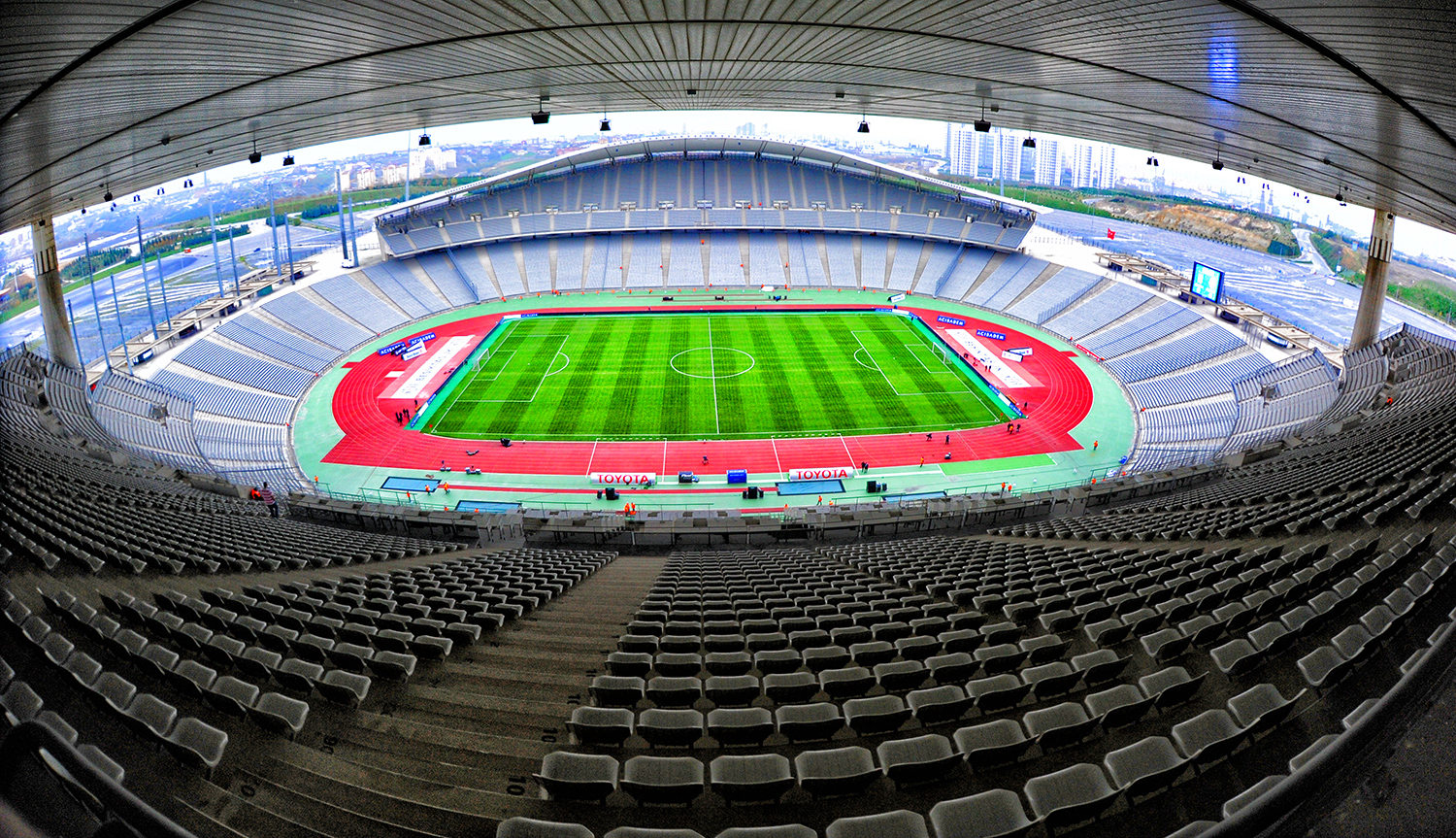
Con una capacidad de 76,092 espectadores, el Estadio Olímpico Atatürk es el estadio de usos múltiples más grande de Turquía. Fue sede de la Final de la Liga de Campeones de la UEFA 2004-05.

Durante los períodos romano y bizantino, los eventos deportivos más importantes en Constantinopla fueron las carreras de cuadriga de carros que se llevaron a cabo en el Hipódromo de Constantinopla, que tenía una capacidad de más de 100,000 espectadores. Hoy en día, los deportes siguen siendo muy populares en Estambul, que ha sido nombrada Capital Europea del Deporte 2012. Su afición deportiva es conocida en toda Turquía por encontrarse en la ciudad los clubes deportivos más antiguos y, hasta cierto punto, más exitosos del país.
Beşiktaş JK, establecido el año 1903, es considerado el más antiguo de estos clubes deportivos; debido a su estatus inicial como único club de Turquía, ocasionalmente jugó como el equipo nacional. Su equipo de fútbol ha visto varios períodos de dominio en la competencia nacional, particularmente en la década de 1940 y principios de la de 1990, pero el Galatasaray S.K. de Estambul (de 1905) y Fenerbahçe SK (de 1907) empataron por el honor de ganar Los campeonatos más nacionales. Galatasaray S.K. y Fenerbahçe S.K. también se han destacado a nivel internacional: el primero ganó la Copa de la UEFA 1999-2000 y el segundo llegó a los cuartos de final de la Liga de Campeones de la UEFA 2007-08. Los dos clubes tienen una larga rivalidad a través del Bósforo, con Galatasaray basado en el Estambul europeo y Fenerbahçe basado en la parte de Anatolia de la ciudad. Los equipos de baloncesto de Beşiktaş, 
Galatasaray y 
Fenerbahçe, junto con el Anadolu Efes S.K., también han tenido éxito, mientras que  Fenerbahçe, Eczacıbaşı y Vakıfbank S.K. han tenido un buen papel en el voleibol. 
Muchas de las instalaciones deportivas de Estambul fueron construidas o mejoradas durante la década de 2000 en un esfuerzo por reforzar las ofertas de la ciudad para los Juegos Olímpicos de verano. El Estadio Olímpico Atatürk, el estadio multiusos más grande de Turquía, se completó en 2002 como un estadio de cinco estrellas (ahora Categoría 4 ) UEFA y un lugar de primera clase para pista y campo de la IAAF.  El estadio fue sede de la final de la Liga de Campeones de la UEFA de 2005 y sigue siendo el campo local de Estambul Büyükşehir Belediyespor. El 
estadio Şükrü Saracoğlu, campo de juego de Fenerbahçe, también es un estadio de cinco estrellas de la UEFA, completado en 2006; fue sede de la final de la Copa de la UEFA 2009 , la única final de la Copa de la UEFA que se realizó fuera del continente europeo y la última antes de la Copa fue reemplazada por la UEFA Europa League. Türk Telekom Arena también abrió sus puertas en 2011, para reemplazar al Ali Sami Yen como estadio del Galatasaray. Este campo, junto con el Estadio Olímpico Atatürk, sirvió como la pieza central de la infructuosa oferta de Turquía para la Eurocopa 2016.

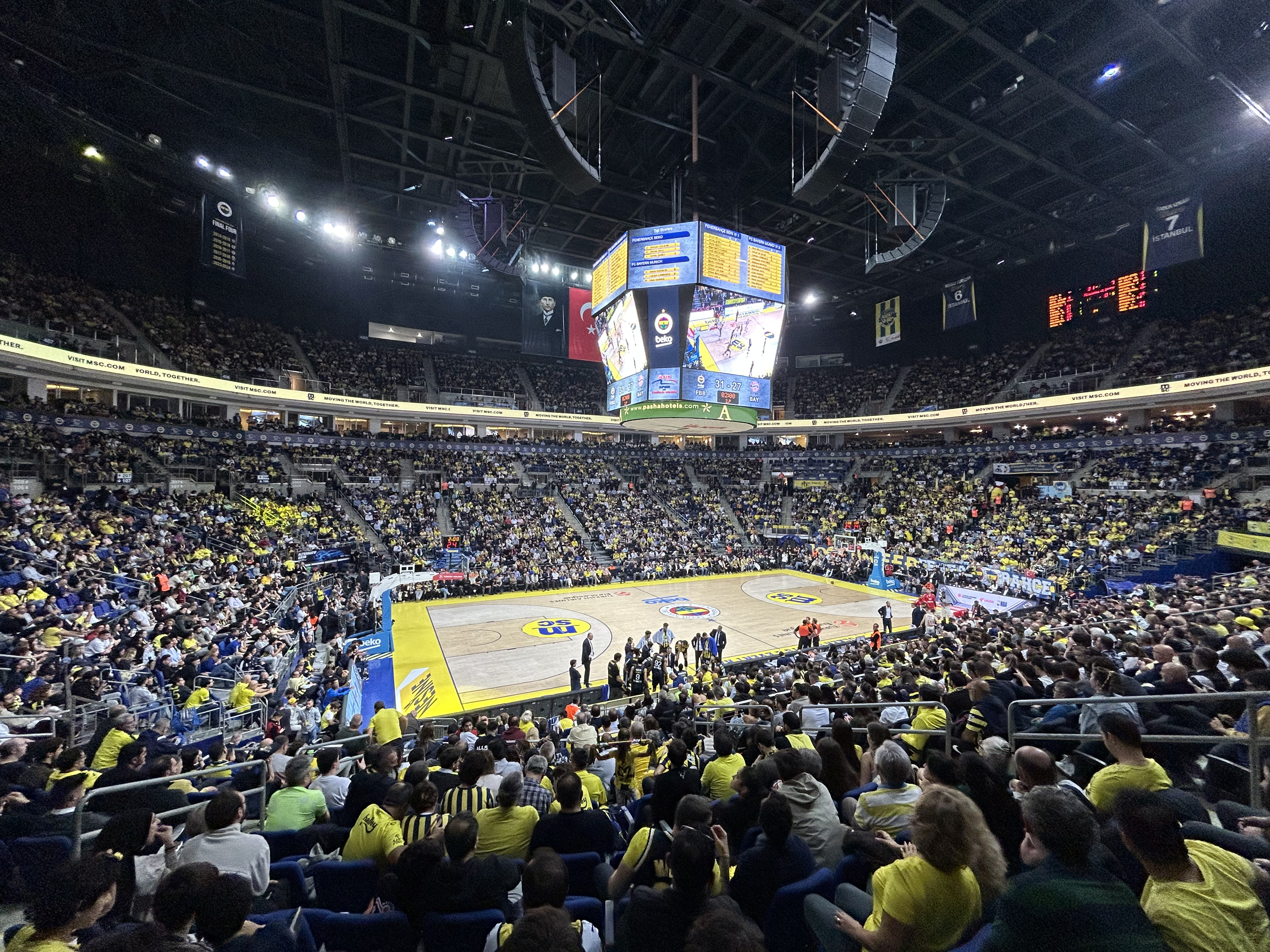
Ülker Sports Arena.

El Sinan Erdem Spor Salonu, uno de los estadios cubiertos más grandes de Europa, fue sede de la final del Campeonato Mundial de Baloncesto de 2010, los Campeonato Mundial de Atletismo en Pista Cubierta de 2012, y la final  de la Euroliga 2011-12. Antes de la finalización del Sinan Erdem Dome en 2010, el Abdi İpekçi Arena (finalizado en 1986) fue el principal estadio cubierto de Estambul; fue sede de las finales del Campeonato de Europa FIBA 1991-92 y Campeonato Europeo de Baloncesto Masculino de 2001. Varios otros estadios interiores, incluido el Beşiktaş Milangaz Arena (que abrió sus puertas en 2004), también se han inaugurado desde 2000, sirviendo como las canchas de los clubes deportivos de Estambul. El más reciente de estos es el Ülker Sports Arena, que cuenta con 13.800 asientos,
 Conciertos: 15.000 se inauguró en 2012 como la cancha de los equipos de baloncesto de Fenerbahçe.
A pesar del auge de la construcción, las cuatro ofertas consecutivas de Estambul para los Juegos Olímpicos de verano, en 2000, 2004, 2008 y 2012, han terminado sin éxito. El Comité Olímpico Nacional Turco optó por renunciar a una oferta para los Juegos de 2016 para concentrarse en una oferta para los Juegos Olímpicos de verano de 2020. El Comité Olímpico Internacional seleccionó Estambul como Ciudad Candidata para ser sede de los Juegos Olímpicos de 2020 en mayo de 2012.

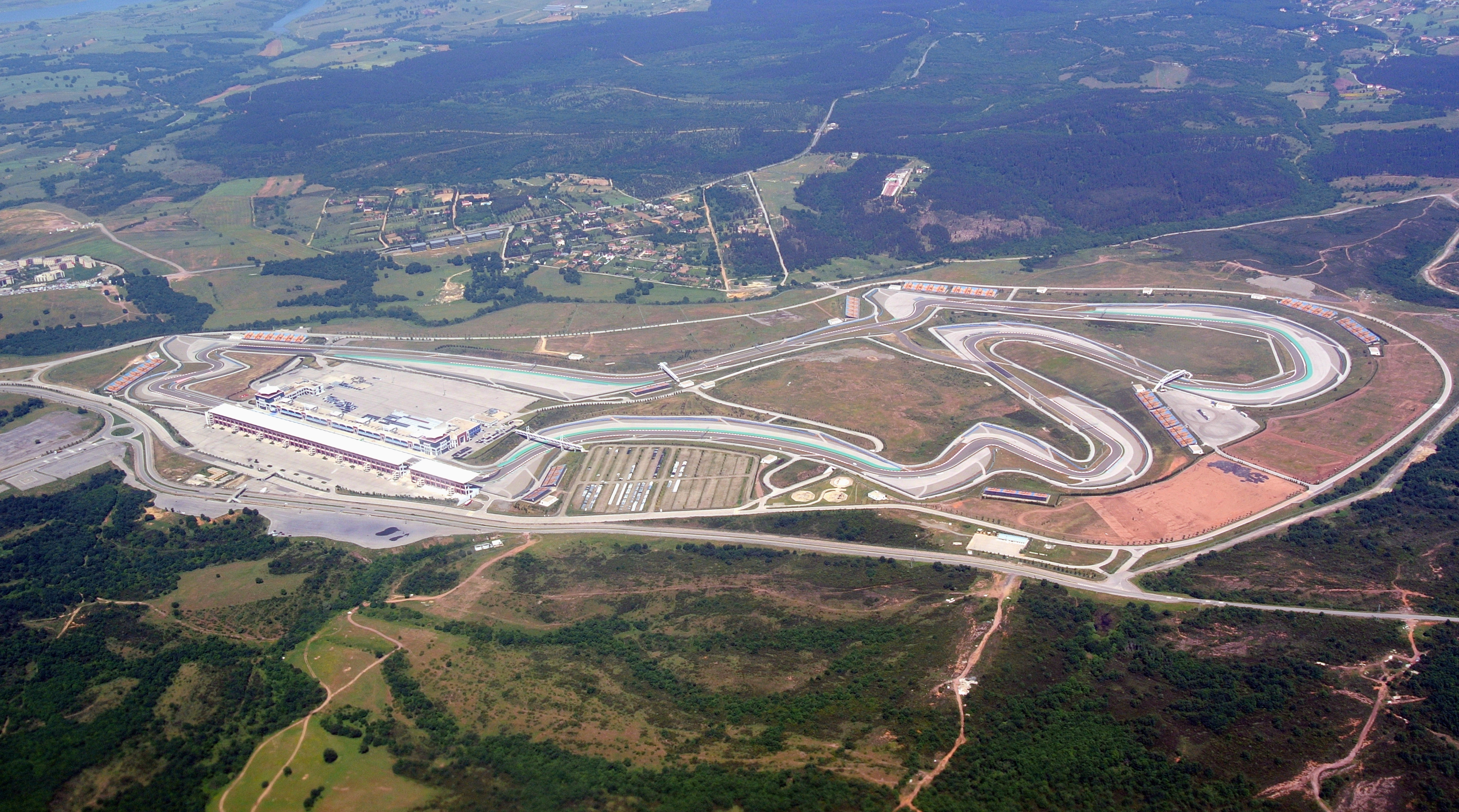
Vista aérea del circuito de Estambul.

Desde su apertura en 2005, Circuito de Estambul ha sido sede del Gran Premio de Turquía. La pista de 5.34 kilómetros (3.32 millas) fue una parada en el circuito del Campeonato del Mundo de Turismos y la European Le Mans Series en 2005 y 2006, pero la pista no ha visto ninguna de esas competiciones desde entonces. El futuro de Istanbul Park sigue siendo incierto, ya que los problemas financieros causaron que la pista se eliminara del Gran Premio de Turquía en 2012. Estambul también fue una parada ocasional en el circuito del campeonato del Mundo de F1 Powerboat, y la última aparición del Campeonato en el Bósforo fue en 2000.
Establecido en 1952, el Istanbul Sailing Club ( Estambul Yelken Kulübü , İYK) es el principal organizador de las competiciones de vela nacionales e internacionales de clase olímpica en Estambul y el Mar de Mármara; mientras que las de vela de crucero son organizadas por el Open Seas Racing Club de Turquía (Türkiye Açıkdeniz Yarış Kulübü , TAYK). y por la Armada de Turquía que organiza la Carrera de Yates de la Copa de la Marina de la Marina. La navegación personal y no competitiva también son comunes en el Bósforo y en el Mar de Mármara, mientras que las competiciones de remo ocurren periódicamente en el Cuerno de Oro, entre los equipos de las principales universidades —incluidas la Universidad de Boğaziçi, la Universidad de Koç y la Universidad de Kadir Has—  y los clubes deportivos de la ciudad, a saber, Galatasaray, Fenerbahçe y Beşiktaş. El espacio aéreo sobre el Cuerno de Oro también fue sede de las competiciones del Red Bull Air Race World Championship de los años 2006 y 2007.